# Guy Floch
Pour les articles homonymes, voir Floch.
Guy Floch est un magistrat français, né le 15 mars 1923 à Rambervilliers (Vosges) et mort le 8 avril 1988 à Paris.

## Carrière
Il commence sa carrière en 1950 en outre-mer, avant de rentrer en métropole en 1963 où il est substitut du procureur de la République à Corbeil (Essonne) puis à Paris, puis, à compter de 1973 juge d'instruction, avant de finir sa carrière président de la cour d'assises. 
Il meurt le 8 avril 1988, à l'hôpital du Val-de-Grâce à Paris, des suites d'un cancer.
En 2020, sa fille, Isabelle Floch, publie Quelques morts de mon père, préfacé par Georges Kiejman,. 

## Pour approfondir